# Région de Lerma

Région de Lerma

La région de Lerma est située dans l'État de Mexico au Mexique. En 2010, elle était peuplée de 331 857 habitants.
D'une superficie de 2 795 km² et d'une densité moyenne 56 h/km², la région est située entre la région de Ixtapan de la Sal au sud, la Région d'Atlacomulco au nord, la région de Toluca à l'ouest et la région de Naucalpan à l'est.